# Bactra magnei
Bactra magnei is een vlinder uit de familie bladrollers (Tortricidae). De wetenschappelijke naam is voor het eerst geldig gepubliceerd in 2008 door Aarvik.
De soort komt voor in tropisch Afrika.